# Nuoto artistico ai campionati mondiali di nuoto 2019 - Duo (programma libero)
La gara del nuoto artistico - duo libero dei campionati mondiali di nuoto 2019 è stata disputata il 16 e 18 luglio presso il ginnasio Yeomju di Gwangju. La gara, alla quale hanno preso parte 45 coppie provenienti da 45 nazioni, si è svolta in due turni.
La competizione è stata vinta dalla coppia russa Svetlana Kolesničenko e Svetlana Romašina, mentre l'argento e il bronzo sono andati rispettivamente alla coppia cinese Huang Xuechen e Sun Wenyan e a quella ucraina Marta Fjedina e Anastasija Savčuk.

## Programma
| Data           | Ora (UTC+9) | Turno       |
| -------------- | ----------- | ----------- |
| 16 luglio 2019 | 11:00       | Preliminari |
| 18 luglio 2019 | 19:00       | Finale      |

## Risultati
| Pos. | Nazione       | Atleta                                       | Preliminari          | Preliminari          | Finale          | Finale          |
| Pos. | Nazione       | Atleta                                       | Punti                | Pos.                 | Punti           | Pos.            |
| ---- | ------------- | -------------------------------------------- | -------------------- | -------------------- | --------------- | --------------- |
| 1    | Russia        | Svetlana Kolesničenko Svetlana Romašina      | 96,6667              | 1                    | 97,5000         | 1               |
| 2    | Cina          | Huang Xuechen Sun Wenyan                     | 94,5333              | 2                    | 95,7667         | 2               |
| 3    | Ucraina       | Marta Fjedina Anastasija Savčuk              | 93,1333              | 3                    | 94,1000         | 3               |
| 4    | Giappone      | Yukiko Inui Megumu Yoshida                   | 92,4333              | 4                    | 93,0000         | 4               |
| 5    | Spagna        | Ona Carbonell Paula Ramírez                  | 91,6000              | 5                    | 91,7000         | 5               |
| 6    | Italia        | Linda Cerruti Costanza Ferro                 | 90,4667              | 6                    | 91,0000         | 6               |
| 7    | Canada        | Claudia Holzner Jacqueline Simoneau          | 89,6000              | 7                    | 89,7667         | 7               |
| 8    | Francia       | Charlotte Tremble Laura Tremble              | 86,7333              | 10                   | 88,0000         | 8               |
| 9    | Grecia        | Evangelia Papazoglou Evangelia Platanioti    | 87,8667              | 8                    | 87,3333         | 9               |
| 10   | Austria       | Anna-Maria Alexandri Eirini-Marina Alexandri | 86,7667              | 9                    | 87,1000         | 10              |
| 11   | Messico       | Nuria Diosdado Joana Jiménez                 | 85,8667              | 11                   | 86,1000         | 11              |
| 12   | Stati Uniti   | Anita Alvarez Ruby Remati                    | 84,5000              | 12                   | 83,6333         | 12              |
| 13   | Paesi Bassi   | Bregje de Brouwer Noortje de Brouwer         | 84,4000              | 13                   | Non qualificate | Non qualificate |
| 14   | Regno Unito   | Kate Shortman Isabelle Thorpe                | 83,8000              | 14                   | Non qualificate | Non qualificate |
| 15   | Bielorussia   | Vasilina Chandoška Valeryia Valasach         | 83,1000              | 15                   | Non qualificate | Non qualificate |
| 15   | Kazakistan    | Alexandra Nemich Yekaterina Nemich           | 83,1000              | 15                   | Non qualificate | Non qualificate |
| 17   | Svizzera      | Vivienne Koch Noemi Peschl                   | 82,1667              | 17                   | Non qualificate | Non qualificate |
| 18   | Israele       | Eden Blecher Shelly Bobritsky                | 81,8333              | 18                   | Non qualificate | Non qualificate |
| 19   | Germania      | Marlene Bojer Daniela Reinhardt              | 79,9667              | 19                   | Non qualificate | Non qualificate |
| 20   | Colombia      | Estefanía Álvarez Mónica Arango              | 79,0333              | 20                   | Non qualificate | Non qualificate |
| 21   | Liechtenstein | Lara Mechnig Marluce Schierscher             | 78,9000              | 21                   | Non qualificate | Non qualificate |
| 22   | Uzbekistan    | Anna Eltisheva Anastasiya Morozova           | 77,7000              | 22                   | Non qualificate | Non qualificate |
| 23   | Singapore     | Debbie Soh Miya Yong                         | 77,2333              | 23                   | Non qualificate | Non qualificate |
| 24   | Slovacchia    | Nada Daabousová Diana Miškechová             | 77,1333              | 24                   | Non qualificate | Non qualificate |
| 25   | Rep. Ceca     | Alžběta Dufková Vendula Mazánková            | 76,8667              | 25                   | Non qualificate | Non qualificate |
| 26   | San Marino    | Jasmine Verbena Jasmine Zonzini              | 76,7000              | 26                   | Non qualificate | Non qualificate |
| 27   | Egitto        | Hanna Hiekal Jayda Sharaf                    | 76,2000              | 27                   | Non qualificate | Non qualificate |
| 28   | Ungheria      | Janka Dávid Boglárka Gács                    | 76,0333              | 28                   | Non qualificate | Non qualificate |
| 29   | Argentina     | Camila Arregui Trinidad López                | 75,9333              | 29                   | Non qualificate | Non qualificate |
| 30   | Serbia        | Nevena Dimitrijević Jelena Kontić            | 75,9000              | 30                   | Non qualificate | Non qualificate |
| 31   | Portogallo    | Maria Gonçalves Cheila Vieira                | 75,6333              | 31                   | Non qualificate | Non qualificate |
| 32   | Turchia       | Defne Bakırcı Mısra Gündeş                   | 75,1667              | 32                   | Non qualificate | Non qualificate |
| 33   | Corea del Sud | Baek Seo-yeon Koo Ye-mo                      | 75,0333              | 33                   | Non qualificate | Non qualificate |
| 34   | Cile          | Isidora Letelier Natalie Lubascher           | 74,3333              | 34                   | Non qualificate | Non qualificate |
| 35   | Australia     | Rose Stackpole Amie Thompson                 | 74,2667              | 35                   | Non qualificate | Non qualificate |
| 36   | Bulgaria      | Aleksandra Atanasova Dalia Penkova           | 74,1667              | 36                   | Non qualificate | Non qualificate |
| 37   | Aruba         | Abigail de Veer Kyra Hoevertsz               | 73,2000              | 37                   | Non qualificate | Non qualificate |
| 38   | Polonia       | Gabriela Damentka Aleksandra Filipiuk        | 72,1333              | 38                   | Non qualificate | Non qualificate |
| 39   | Nuova Zelanda | Eva Morris Isobel Pettit                     | 68,8667              | 39                   | Non qualificate | Non qualificate |
| 40   | Sudafrica     | Emma Manners-Wood Laura Strugnell            | 67,3333              | 40                   | Non qualificate | Non qualificate |
| 41   | Cuba          | Stephany Urbina Cire Zuferri                 | 66,9667              | 41                   | Non qualificate | Non qualificate |
| 42   | Hong Kong     | Haruka Kawazoe Christie Poon                 | 66,7667              | 42                   | Non qualificate | Non qualificate |
| 43   | Thailandia    | Pongpimporn Pongsuwan Supitchaya Songpan     | 65,8667              | 43                   | Non qualificate | Non qualificate |
| 44   | Costa Rica    | Natalia Jenkins Valeria Lizano               | 63,9000              | 44                   | Non qualificate | Non qualificate |
| 45   | Macao         | Chio Un Tong Chio Weng Tong                  | 63,3333              | 45                   | Non qualificate | Non qualificate |
|      | Brasile       | Luisa Borges Maria Coutinho                  | Non hanno gareggiato | Non hanno gareggiato | Non qualificate | Non qualificate |